# 吹上浜

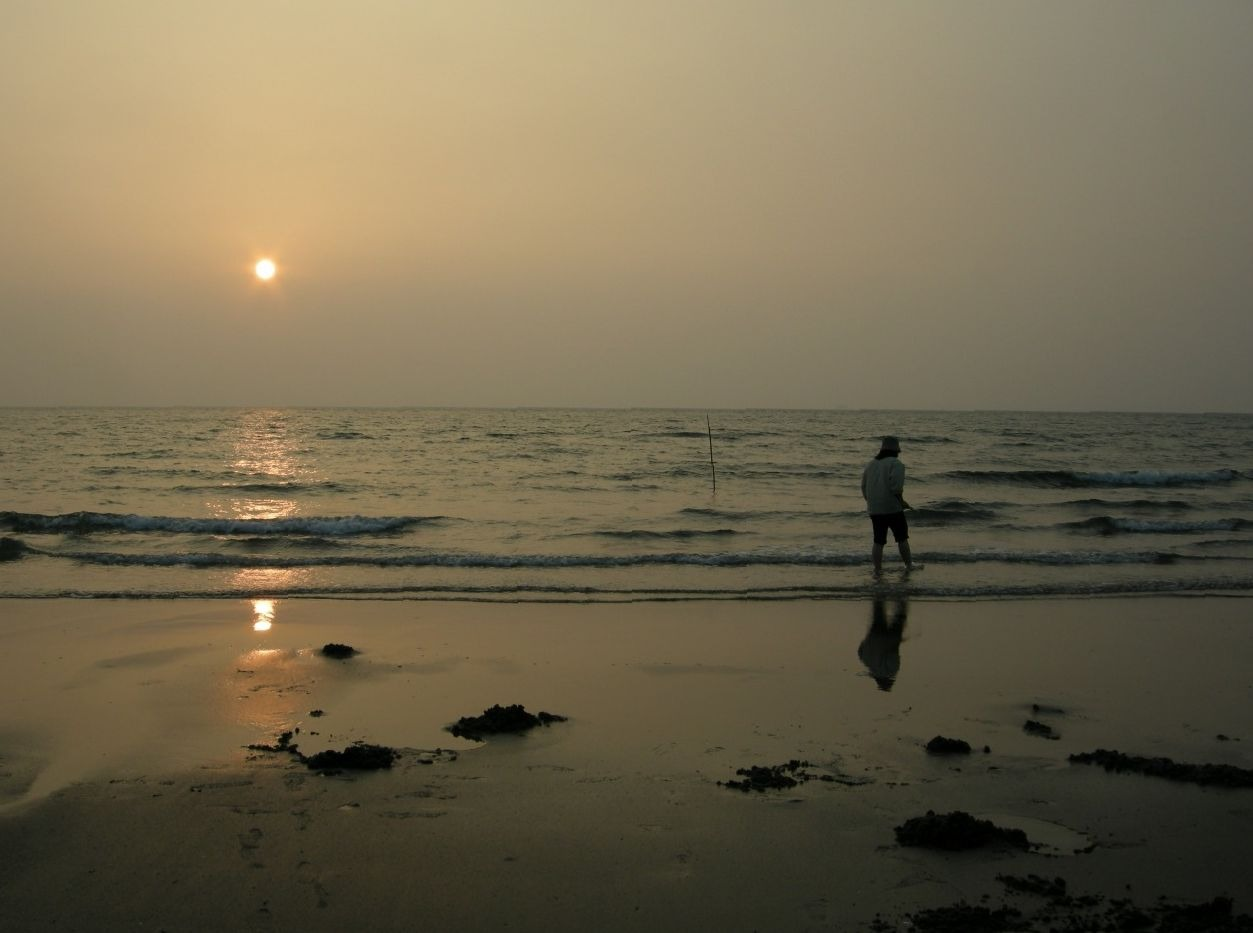
吹上浜の夕日

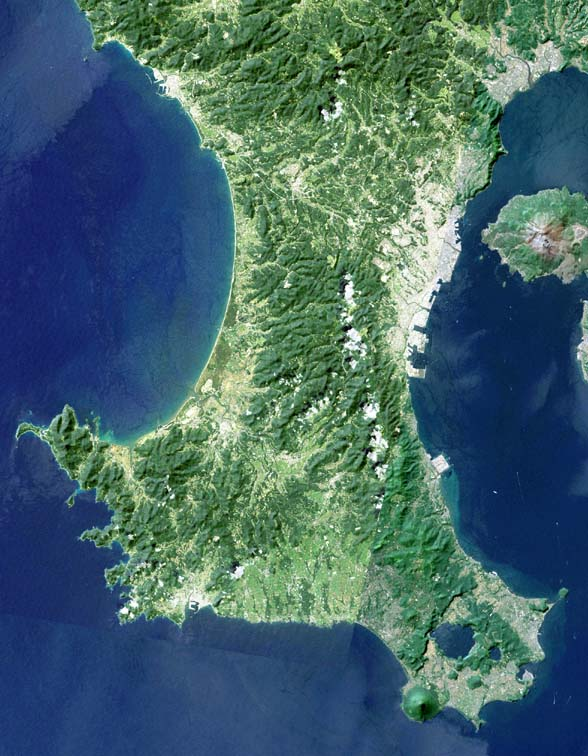
薩摩半島の衛星写真。西岸が吹上浜。

吹上浜（ふきあげはま）は、鹿児島県西部のいちき串木野市・日置市・南さつま市にかけての砂丘海岸。日本三大砂丘と呼ばれているほか、日本の渚百選にも選定されている。薩摩半島西岸に位置し東シナ海に面する。

## 概要
鹿児島県西部の羽島崎（いちき串木野市）から相星川（南さつま市）まで及ぶ東シナ海沿岸に面しており、全長約47キロメートルにも及ぶ弧状の砂丘海岸地帯を挿す。北側からいちき串木野市、日置市、南さつま市の3市にまたがる。
吹上浜一帯は、1953年に県立自然公園に指定された（2019年3月29日に「吹上浜県立自然公園」から「吹上浜金峰山県立自然公園」に改称）。南部に吹上浜海浜公園があり、1987年からほぼ毎年「吹上浜砂の祭典」が開催されている。

## 地理

### 地形・地質
北部の砂浜は狭く海岸付近までシラス台地の崖が迫っているが、南部は広大な砂丘となっている。内陸部には砂丘によって海から切り離された薩摩湖や正円池などの海跡湖がある。南部の万之瀬川河口周辺には干潟が広がっている。
吹上浜が長大な砂浜となったのは、薩摩半島北部に浸食されやすいシラスが大量に分布しているためである。北部及び中部では海岸の浸食が進み、南部では堆積が進むことで長い弓形の海岸線が維持されている。南部の砂丘は縄文海進の時代に形成された旧期砂丘と、弥生時代以降に旧期砂丘上に被さるようにして形成された新期砂丘に分けられる。新期砂丘形成には新田開発による流出土砂が関与していると考えられている。

### 沿岸の施設
- いちき串木野市
  - 市来ふれあい温泉センター[5]
- 日置市
  - 江口浜海浜公園[5]
- 南さつま市
  - 県立吹上浜海浜公園[5]